# Колувере (Кулламаа)
Ко́лувере (ест. Koluvere küla) — село в Естонії, у волості Ляене-Ніґула повіту Ляенемаа.

## Назва
- Ко́лувере (ест. Koluvere küla) — сучасна естонська назва.
- Лоде (нім. Lóde, Lohde) — історична німецька назва.

## Географія

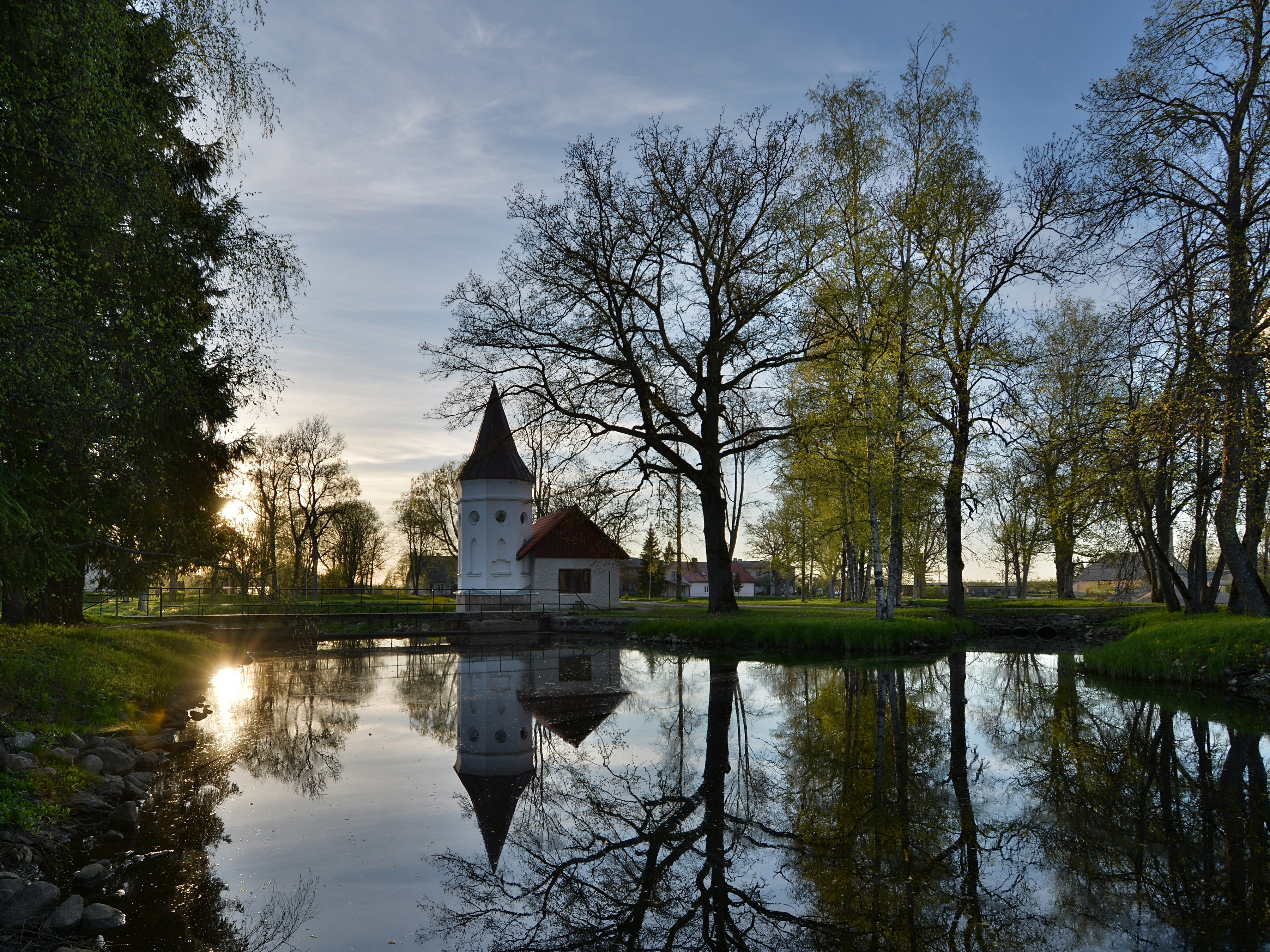
Озеро Колувере

Через село тече річка Лійві (Liivi jõgi), яка утворює в населеному пункті озеро Колувере (Koluvere järv).
Через село Колувере проходить автошлях 10 (Рісті — Віртсу — Куйвасту — Курессааре). Від села починаються дороги 29 (Мяр'ямаа — Колувере) та 16162 (Оллімяе — Колувере).

## Історія
До 21 жовтня 2017 року село входило до складу волості Кулламаа.

## Населення
Колувере було найбільшим за населенням селом у волості Кулламаа. Чисельність населення на 31 грудня 2011 року становила 340 осіб.

## Пам'ятки

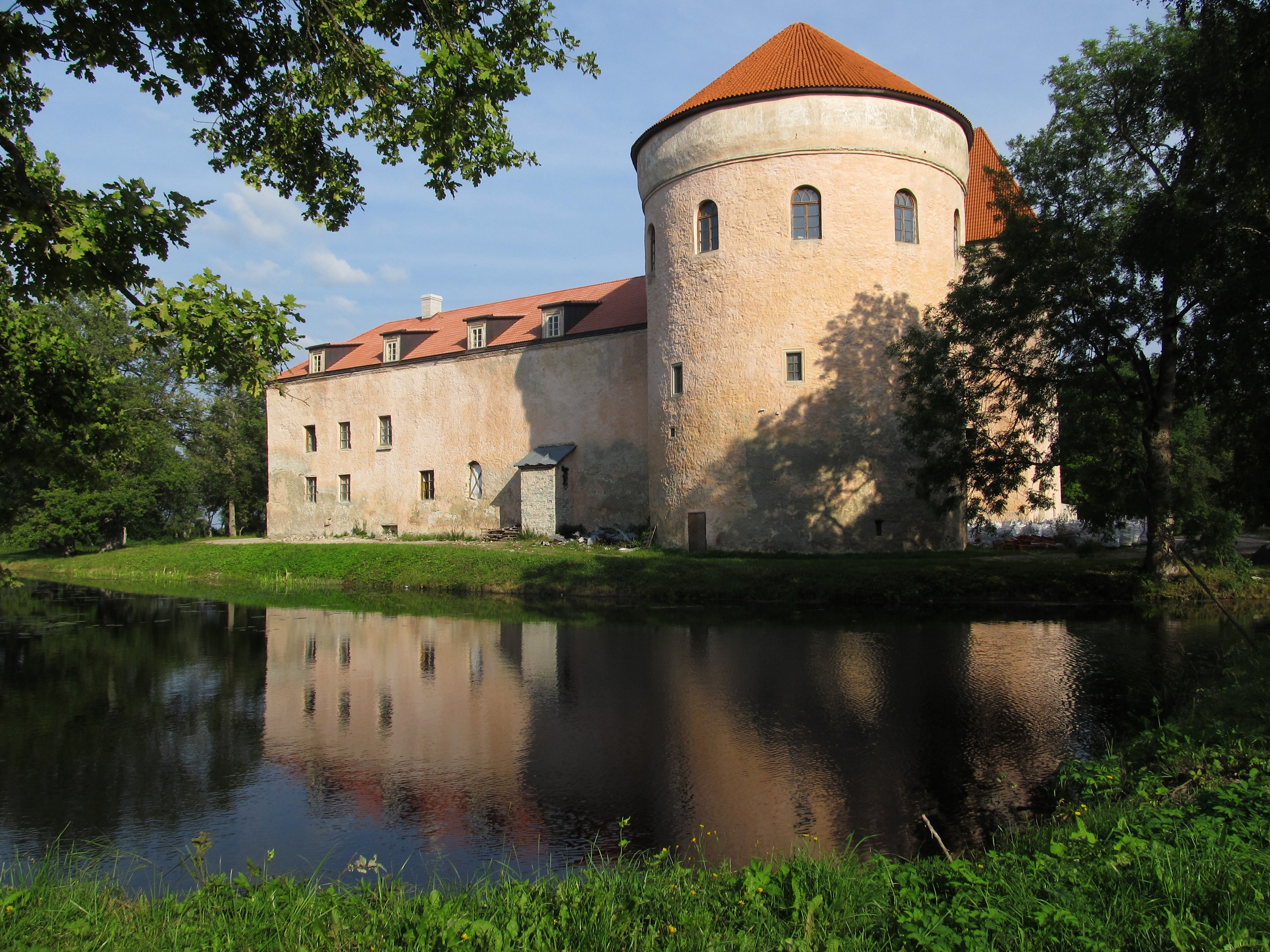
Замок Лоде

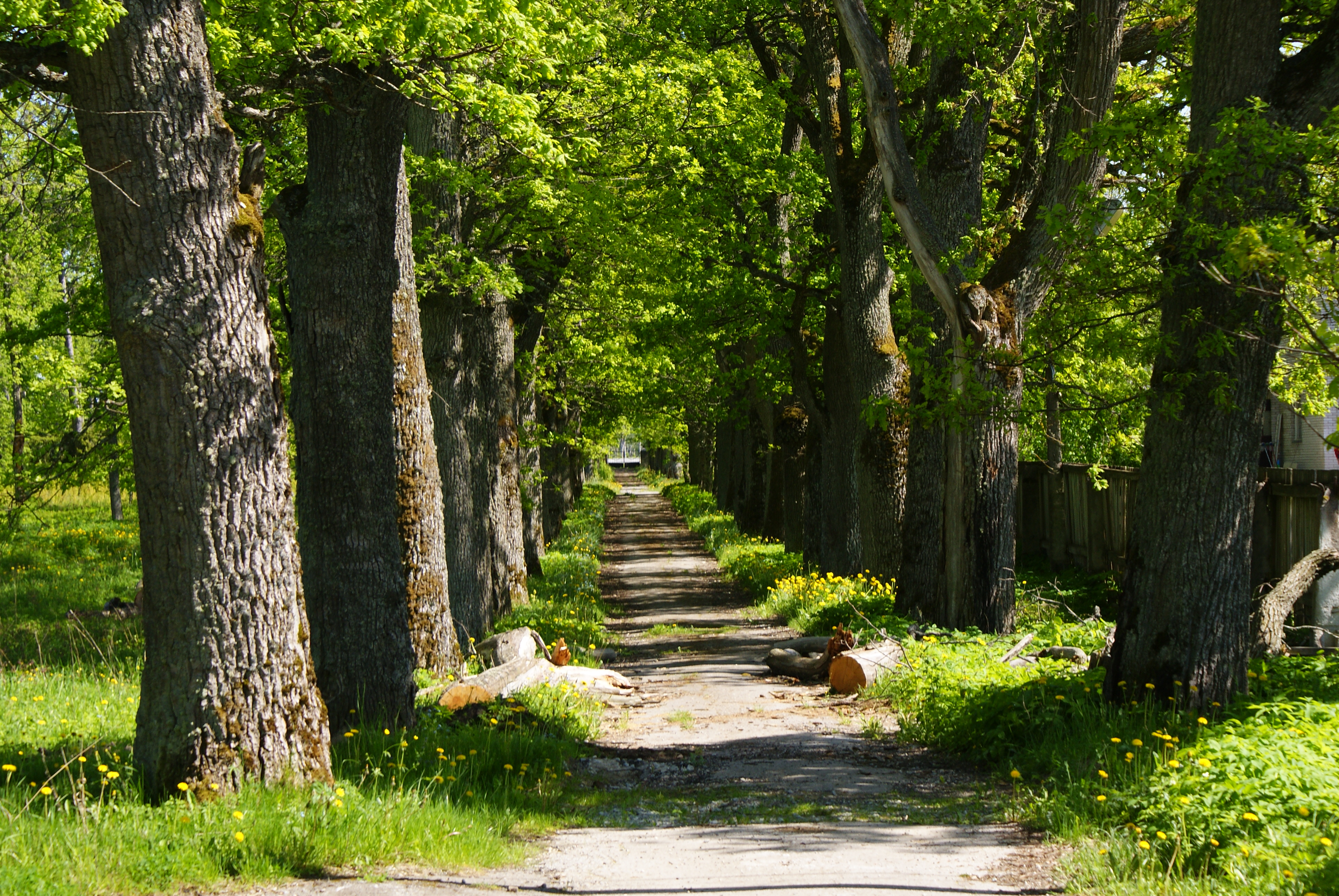
Парк маєтку

- Залишки заїжджого двору (Jõgeva kõrts)[4]
- Єпископський замок Лоде (Koluvere piiskopilinnus)
- Парк у садибі Колувере (Koluvere mõisa park)[5]